# محمد علي الناصري
محمد علي ناصر محمد يوسف عبد المهدي عبد النبي الصفار المعروف باسم محمد علي الناصري (ولد في 20 مارس 1920 في الماحوز، المنامة، البحرين - توفي في 7 ديسمبر 1999) مؤرخ وشاعر وخطيب حسيني بحريني.

## النشأة والتعليم
ولد الناصري في قرية الماحوز بالعاصمة البحرينية المنامة في عام 1919. ونشأ متنقلا بين فريج الحطب بالمنامة موطن والده والماحوز موطن والدته.
بالنسبة إلى اللقبين الناصري والصفار اللذين يتلقب بهما فقد ذكر ابنه محمد قائلا: «ينحدر والدي من عائلة الصفار والتي اكتسبت لقبها من عملها في سوق الصفافير في المنامة (عمل جدي في الخياطة وعمل والدي في الصفارة) وفي فترة سفر الوالد إلى إيران كان يستعيض عن لقب الصفار بالناصري (نسبة إلى والده ناصر المشتغل في الطب الشعبي) تفاديا لنظرة الإيرانيين الدونية لأصحاب الألقاب المرتبطة بالحرف وبعد تأليفه كتاب (تنفيه الخاطر وسلوة القاطن والمسافر) كتب عليه اسم الشيخ محمد علي الناصري وحين عاد للبحرين استمر اللقب».
تلقى علومه الأولية في حفظ القرآن الكريم وعمره 10 سنوات.

## المسيرة المهنية
عمل مع والده في مهنة الصفافير حتى التاسعة عشرة واتجه إلى الخطابة الحسينية في عام 1940 وتعلم على يد عطية الجمري تقريض الشعر ومكث معه 5 سنوات قارئا مبتدئا (صانع) واستمرت علاقته به (42) سنة.
في عام 1957 تعلم اللغة على يد عبد الله آل طحان ومحمد علي حميدان وعلوي الغريفي ودرس العلوم الدينية كما درس لفترة وجيزة عند الخطيب حسن الباقري بقرية الديه.
قرض الناصري الشعر العامي والفصيح منذ سن 15 سنة وأكثره النبطي كالأبوذية والموال وغيرهما على شتى بحور الشعر وله مؤلفات شعرية فصحى (ثلاثة دواوين).
له نتاج فكري وأدبي كما كانت له علاقة متواصلة مع الصحافة والإذاعة والتلفزيون.
لديه مكتبة ضخمة قام بجمعها بنفسه تحتوي على أكثر من 7 آلاف مجلد في الفقه والحديث والتأريخ والفلسفة واللغة وغيرها إضافة إلى المجلات وكمية ضخمة من الكتب المخطوطة والمصورة وتحمل تأريخا يتراوح بين خمسين عام إلى 300 عام.
عضو شرف في جمعية تاريخ وتراث البحرين في عام 1993.

## ببلوغرافيا

### المؤلفات
- من تراث شعب البحرين / مطبوع
- زواج القاسم / مطبوع
- حياة القاسم بن الإمام الكاظم / مطبوع
- وفاة الحمزة بن عبد المطلب / مطبوع
- النص الجلي في مولد العباس بن علي / مطبوع وفيه القصيدة القافية المشهورة [ صدقت به رؤيا رأته أمه ]
- غاية المراد في مولد السجاد / مطبوع
- الإيعاز في حل الأحاجي والألغاز / مطبوع
- موسوعة الأمثال الشعبية في الخليج / مطبوع
- تنفيه الخاطر وسلوة القاطن والمسافر / مطبوع ج1- ج3
- قصة السيد إبراهيم المجاب / مطبوع
- قصة الزهراء / مطبوع
- قصة الإمام الرضا / مطبوع
- قصة الشيخ عزيز / مطبوع
- قصة الشيخ عمير المعلم / مطبوع
- قصة النبيه صالح / مطبوع
- ديوان خطباء البحرين / مطبوع
- ديوان نصرة الناصري / مطبوع[5]
- الغديريات / مطبوع
- الجلوات / مطبوع

### التحقيقات
- ديوان ملا عبد الله البلغة / مطبوع
- ديوان سيد عبد / مطبوع
- ديوان ملا منصور العكري / مخطوط
- ديوان ملا علي بن فايز ( ماصحت روايته ) / لم يطبع
- ديوان ملا سلمان بن سليم / مطبوع

## التكريم والجوائز
كرمته الدولة في عام 1992 تقديرا لما قدمه من جهود وخدمات مشرفة في مجال العمل الوطني والأدبي والاجتماعي.

## الحياة الشخصية
تزوج الناصري مرتين الأول عام 1945 من ابنة عمه وأنجب منها ثمانية أولاد بين ذكر وأنثى والثاني عام 1968 وأنجب منها كذلك ثمانية بين ذكر وأنثى فله ستة عشر ولدا من زوجتين وهذه أسماء الذكور منهم: إبراهيم وناصر ومحمد خليل ومحمد رضا ومحمد باقر ومحمود وحسين وحسن ومحمد جواد.

## الوفاة
توفي مساء الثلثاء 7 ديسمبر 1999.

## الإرث
احتفت صحيفة الوسط البحرينية بالناصري مثنية على دوره الأدبي والتاريخي في حفظ تراث البحرين وتوثيقه في الفعالية التي نظمتها في مقر الصحيفة يوم السبت الموافق 20 سبتمبر 2014.